# Poul Thymann
Poul Thymann (Kalvehave, Vordingborg, Sjælland, 10 de maig de 1888 – Gentofte, Hovedstaden, 12 d'octubre de 1971) va ser un remer danès que va competir a començaments del segle xx.
El 1912 va prendre part en els Jocs Olímpics d'Estocolm, on guanyà la medalla de bronze en la competició del quatre amb timoner del programa de rem, formant equip amb Erik Bisgaard, Rasmus Frandsen, Mikael Simonsen i Ejgil Clemmensen.